# Askanija-Nowa
Askanija-Nowa (ukrainisch Асканія-Нова; russisch Аскания-Нова) ist eine Siedlung städtischen Typs im Süden der ukrainischen Oblast Cherson mit etwa 2700 Einwohnern (2019). Sie ist nach dem Adelsgeschlecht der Askanier benannt.

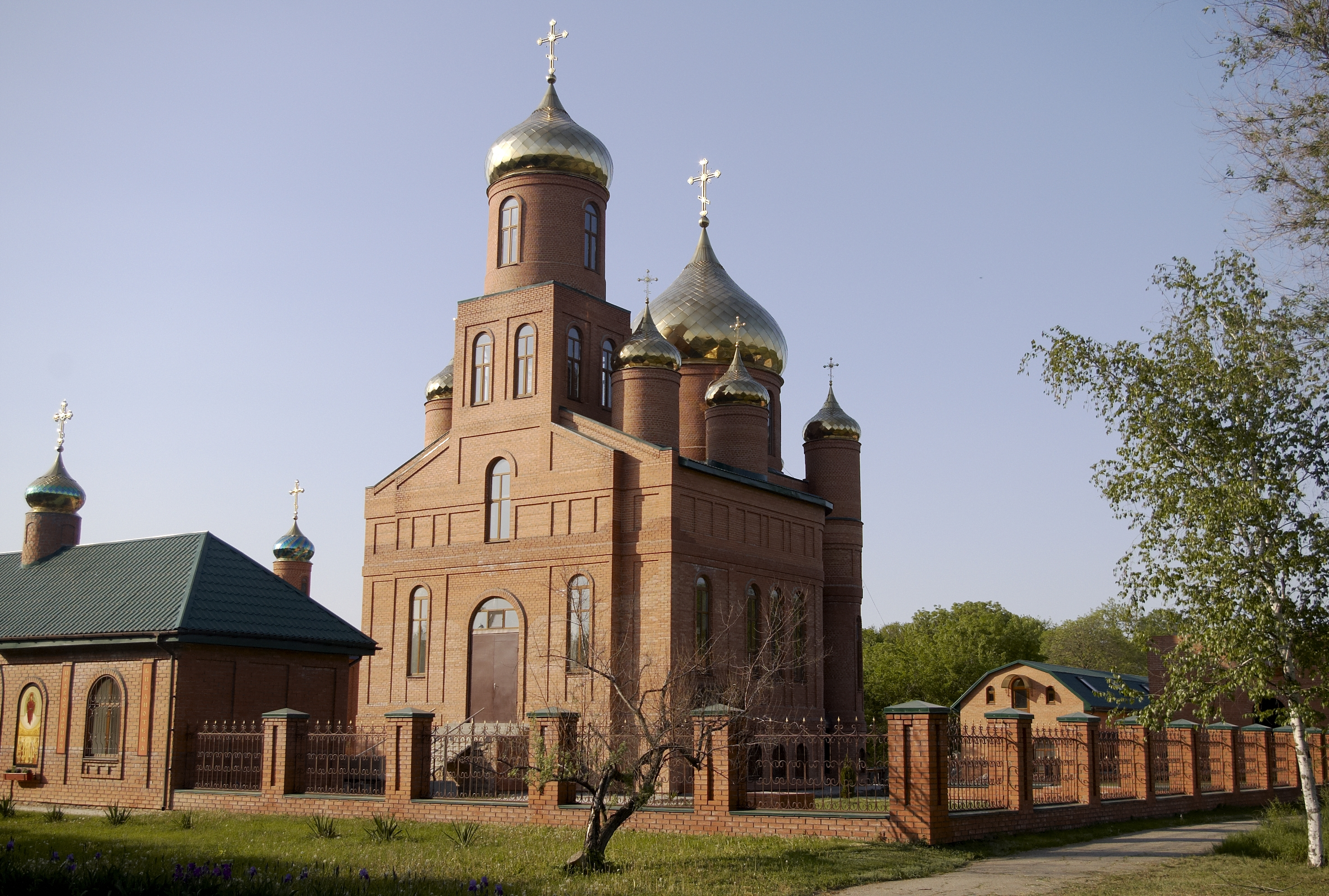
Kirche im Ort

Sie liegt im Zentrum des Naturschutzgebiets Askanija-Nowa. Im Ort befinden sich ein akklimatisierter Zoo, ein Botanischer Garten und das ukrainische Forschungsinstitut für Steppenviehzucht.

## Geographie
Geographische Lage
Askanija-Nowa liegt im Rajon Tschaplynka im Süden der Oblast Cherson 145 km östlich der Oblasthauptstadt Cherson und 31 km östlich vom Rajonzentrum Tschaplynka.
Die nächsten Eisenbahnstationen befinden sich im 72 km entfernten Kalantschak und im 76 km entfernten Nowooleksijiwka.

## Geschichte

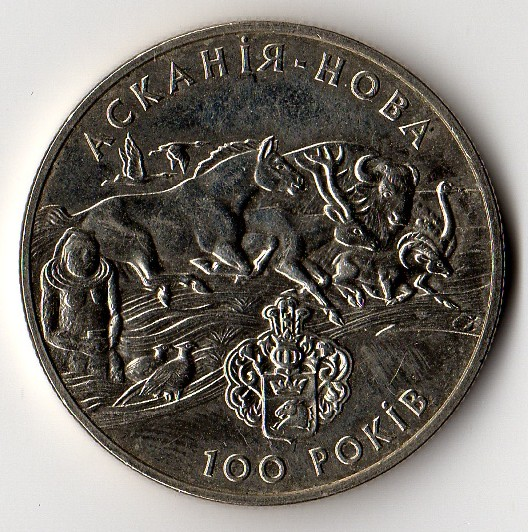
2-Hrywnja, 100-Jahre-Gedenkmünze (1998)

1828 wurde durch Herzog Ferdinand von Anhalt-Köthen eine Kolonie des Herzogtums Anhalt-Köthen mit Namen Ascania Nova gegründet. Die Übertragung des Landes (550 km²) erfolgte am 3. März durch einen Ukas des Zaren. Der Name, russisch transkribiert Askanija-Nowa, bezieht sich auf das anhaltische Herzogsgeschlecht der Askanier und bedeutet sinngemäß Neu-Askanien. Das Gut war auch als Gut Tschapli bekannt.
Das herzogliche Haus verkaufte das Gut mit 30.000 Schafen im Jahr 1856 für etwa 1,5 Mio. Goldmark an den deutsch-russischen adligen Gutsbesitzer Friedrich Fein.
Dessen Nachkommen begannen, neben der Zucht von Nutzvieh, 1874 einen Zoo und 1887 einen Botanischen Garten zu errichten. Ende der 1890er Jahre galten sie als die besten Schafzüchter Russlands. Auch wurden hier Pferde für das russische Militär gezüchtet.
Während der Oktoberrevolution 1917 wurde der Hof stark verwüstet; die deutschen Besitzer, die Familie Falz-Fein musste nach Deutschland fliehen bzw. wurde von Rotgardisten erschossen. 1921 wurde das Territorium des Landguts Askanija-Nowa zum Naturschutzgebiet erklärt, womit es das älteste in der heutigen Ukraine ist.
Seit 1938 hat der Ort Askanija-Nowa den Status einer Siedlung städtischen Typs. 1940 wurde der Freilandpark auf dem Territorium des ehemaligen Landguts wieder eingerichtet.
Im Zweiten Weltkrieg war Askanija-Nowa zeitweiliger Befehlsstand der 11. deutschen Armee während der Kämpfe zur Eroberung der Zugänge zur Halbinsel Krim.
Durch den Zweiten Weltkrieg gingen viele Tiere als Kriegsbeute oder Kampfhandlungen sowie alle wissenschaftlichen Unterlagen verloren.
Seit 1956 ist das Naturschutzgebiet um die Siedlung Askanija-Nowa der Ukrainischen Akademie der Wissenschaften unterstellt und trägt den Namen Ukrainisches Wissenschaftliches Iwanow-Institut, ein Forschungsinstitut für Steppentiere. Das Naturschutzgebiet ist seit 1984 in das Internationale System der Naturschutzgebiete der UNESCO eingetragen.
→ Ausführliche Beschreibung unter Askanija-Nowa (Naturschutzgebiet)

## Verwaltungsgliederung
Am 15. Juli 2016 wurde die Siedlung zum Zentrum der neugegründeten Siedlungsgemeinde Askanija-Nowa (ukrainisch Асканія-Нова селищна громада/Askanija-Nowa selyschtschna hromada), zu dieser zählten auch noch die 6 in der untenstehenden Tabelle aufgelistetenen Ansiedlungen, bis dahin bildete sie zusammen mit den Ansiedlungen Illinka, Komysch, Molotschne, Nowyj Etap und Pytomnyk die gleichnamige Siedlungsratsgemeinde Askanija-Nowa (Асканія-Нова селищна рада/Askanija-Nowa selyschtschna rada) im Osten des Rajons Tschaplynka.
Am 12. Juni 2020 kamen noch die Dörfer Chlibodariwka und Wessele Druhe zum Gemeindegebiet.
Seit dem 17. Juli 2020 ist sie ein Teil des Rajons Kachowka.
Folgende Orte sind neben dem Hauptort Askanija-Nowa Teil der Gemeinde:
| Name                     | Name         | Name                                |
| ukrainisch transkribiert | ukrainisch   | russisch                            |
| ------------------------ | ------------ | ----------------------------------- |
| Chlibodariwka            | Хлібодарівка | Хлебодаровка (Chlebodarowka)        |
| Illinka                  | Іллінка      | Ильинка (Iljinka)                   |
| Komysch                  | Комиш        | Камыш (Kamysch)                     |
| Markejew                 | Маркеєв      | Маркеев                             |
| Molotschne               | Молочне      | Молочне (Molotschnoje)              |
| Nowyj Etap               | Новий Етап   | Новый Этап (Nowy Etap)              |
| Pytomnyk                 | Питомник     | Питомник (Pitomnik)                 |
| Wessele Druhe            | Веселе Друге | Весёлое Второе (Wessjoloje Wtoroje) |

## Bevölkerungsentwicklung
| 1959  | 1970  | 1979  | 1989  | 2001  | 2014  | 2019  |
| ----- | ----- | ----- | ----- | ----- | ----- | ----- |
| 3.815 | 3.625 | 4.437 | 4.560 | 3.437 | 2.918 | 2.696 |

Quelle: